# Aganippe (Demetra)
Aganippe (in greco antico: Ἀγανίππη?, Aganíppē) nella mitologia greca è un epiteto della dea Demetra.

## Mitologia
In alcuni culti Demetra veniva adorata come cavallo nero e dotato di ali, come dimostra il ritrovamento di un idolo negli scavi di Figaleia, dove la criniera era composta di serpenti come nelle Gorgone.
Questo aspetto viene associato al mito del cavallo Arione cavalcato da Eracle, e che a sua volta ispirò il mito di Pegaso.